# Corydalis longipes
Corydalis longipes är en vallmoväxtart som beskrevs av Dc.. Corydalis longipes ingår i släktet nunneörter, och familjen vallmoväxter. Inga underarter finns listade i Catalogue of Life.